# Eeebuntu

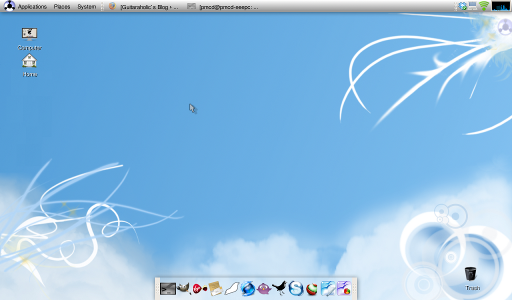
Eeebuntu 3.0

Eeebuntu (dawniej Ubuntu EEE) – system operacyjny dla netbooków, oparty na Ubuntu, przeznaczony pierwotnie dla Eee PC. Obsługuje także wiele innych netbooków takich jak Samsung NC10, Acer Aspire One i Dell Mini.

## Charakterystyka
- Obsługuje domyślnie ASUS Eee PC 700, 701, 900, 900A, 901, 904HD, 1000, 1000H, 1000HA, 1000HD i 1000HE.
- Można stworzyć bootowalny FlashDisk lub kartę SD za pomocą UNetbootin.
- Dostępne są cztery wersje do instalacji: Standard, NBR (standardowo z Ubuntu Netbook Remix), Base oraz LXDE.
- Zawiera narzędzie ACPI eeepc-tray do kontroli zdarzeń ACPI i włączania/wyłączania niektórych urządzeń Eee.

## Historia
Eeebuntu została utworzona w grudniu 2007 przez Steve'a Wooda. W tym czasie Eeebuntu było głównie zbiorem skryptów dołączonych do obrazu Live CD Ubuntu. W fazie dojrzewania projektu skrypty zarzucono na rzecz zmodyfikowanego jądra, które zawiera skompilowane sterowniki sprzętowe.
W grudniu 2008 Eeebuntu stało się pełnoprawną dystrybucją Linuksa, z około 1500 zarejestrowanych użytkowników na forum. Eeebuntu 2.0 była pierwszą wersją Eeebuntu całkowicie usuwającą markę Ubuntu i wykorzystującą własne grafiki i motywy.
Eeebuntu posiada 4 wersje:
- Base - 565 MB ISO, ze zmniejszoną liczbą zainstalowanych domyślnie aplikacji.
- Standard - pełny pulpit z Compizem.
- NBR - obsługa interfejsu Ubuntu Netbook.
- LXDE - wykorzystanie LXDE jako środowiska graficznego.